# Chocapic
Chocapic – marka płatków śniadaniowych produkowana przez Nestlé. Pojawiły się w 1984 roku. Mają formę muszelek o smaku czekoladowym. Obecnie produkcją zajmuje się Cereal Partners.
W handlu dostępne są również płatki Chocapic Duo – od wersji klasycznej różnią się dodatkiem białej czekolady w składzie.

## Maskotki

### Mówiący młyn
Pierwszą maskotką Chocapic był mówiący młyn. Znajdował się na polu zbożowym a jego „ramiona” tworzyły płatki. W typowej reklamie w pierwszej scenie widoczny był krajobraz z młynem w tle, następnie wewnątrz młyna prezentowano etapy produkcji Chocapic (w wersji animowanej), na końcu młyn wypowiadał hasło reklamowe. Hasła były zmieniane regularnie. Stosunkowo szybko zastąpiono go psem Pico.

### Pies Pico
Drugą maskotką marki Chocapic był pies Pico. Przypomina setera irlandzkiego z tym że jest ciemno-brązowy. W większości reklam towarzyszy mu mały chłopiec. Ich zadaniem jest chronić Chocapic przed różnymi niebezpieczeństwami. Głównie są one bezosobowe, choć były wyjątki. Reklamy w większości przebiegają schematycznie: pojawia się niebezpieczeństwo, Pico rusza na ratunek płatków, lecz dochodzi kolejny problem, sytuację ratuje chłopiec (w niektórych reklamach odwrotnie) i bohaterzy zajadają się uratowanym ekwipunkiem. Pico jest maskotką Chocapic do dziś.